# Кенју Сугимото
Кенју Сугимото (јап. 杉本 健勇; 18. новембар 1992) јапански је фудбалер.

## Каријера
Током каријере је играо за Серезо Осака, Токио Верди, Кавасаки Фронтале и Урава Ред Дајмондс.

## Репрезентација
За репрезентацију Јапана дебитовао је 2017. године. За тај тим је одиграо 8 утакмица и постигао 1 гол.

## Статистика
| Јапан  | Јапан   | Јапан  |
| Година | Наступи | Голови |
| ------ | ------- | ------ |
| 2017.  | 5       | 1      |
| 2018.  | 3       | 0      |
| Укупно | 8       | 1      |